# William Friedkin
William Friedkin (Chicago, 29 de agosto de 1935 – Los Angeles, 7 de agosto de 2023) foi um cineasta estadunidense. Dirigiu dois grandes filmes da década de 1970: The French Connection e O Exorcista.
Tem a sua estrela na Calçada da Fama, no Hollywood Boulevard.

## Início da vida
Friedkin nasceu em agosto de 1935 em Chicago, Illinois, filho de Rachael (prenome Green) e Louis Friedkin. Seu pai era um jogador semiprofissional de softball, marinheiro mercante e vendedor de roupas masculinas. Sua mãe, a quem Friedkin chamava de "uma santa", foi uma enfermeira de sala de operação. Seus pais eram imigrantes judeus da Ucrânia. Seus avós, pais e outros parentes fugiram da Ucrânia durante um pogrom antijudeu particularmente violento em 1903. O pai de Friedkin era um pouco desinteressado em fazer dinheiro, e a família foi geralmente de classe média baixa, enquanto ele estava crescendo. De acordo com o historiador de cinema Peter Biskind, "Friedkin via seu pai com uma mistura de afeto e desprezo por não fazer mais por si mesmo." De acordo com seu livro de memórias, The Connection Friedkin, Friedkin teve a maior afeição por seu pai.

## Morte
Friedkin morreu em 7 de agosto de 2023, aos 87 anos, em Los Angeles.

## Filmografia (parcial)
- 2011 – Killer Joe (Killer Joe - Matador de Aluguel)
- 2006 – Bug (Possuídos)
- 2003 – The Hunted (Caçado)
- 2000 – Rules of Engagement (Regras do Jogo)
- 1997 – 12 Angry Men (Doze Homens e Uma Sentença) – TV
- 1995 – Jade
- 1994 – Blue Chips
- 1990 – The Guardian (A Árvore da Maldição)
- 1988 – Rampage (Síndrome do Mal)
- 1987 – Python Wolf
- 1985 – Viver e Morrer em Los Angeles
- 1983 – Deal of the Century (Uma Tacada da Pesada)
- 1980 – Cruising (Parceiros da Noite)
- 1978 – The Brink's Job (Um Golpe Muito Louco)
- 1977 – Sorcerer (O Comboio do Medo)
- 1973 – O Exorcista
- 1971 – The French Connection (Operação França)
- 1970 – The Boys in the Band (Os Rapazes da Banda]
- 1968 – The Night They Raided Minsky's (Quando o Strip-Tease Começou)
- 1968 – The Birthday Party (Feliz Aniversário)
- 1967 – Good Times

## Premiações
- Duas indicações ao Óscar de Melhor Diretor, por Operação França (1971) e O Exorcista (1973). Venceu em 1971.
- Dois Globo de Ouro de "Melhor Diretor", por Operação França (1971) e O Exorcista (1973).
- Indicação ao BAFTA de "Melhor Diretor", por Operação França (1971).
- Três indicações ao Directors Guild of America, por Operação França (1971), O Exorcista (1973) e Doze Homens e Uma Sentença (1997). Venceu em 1971.
- Indicação ao Framboesa de Ouro de "Pior Diretor", por Parceiros da Noite (1980).